# Anna A. Tomaszewska
Anna A. Tomaszewska (ur. 23 lutego 1968) – polska poetka.

## Życiorys
Absolwentka Studium Literacko-Artystycznego UJ (2005). Autorka tomiku Wiersze do czytania (Wydawnictwo Literackie, Kraków 2005), oraz lokomotywy, wagony, sukienki (Teatr Mały, Tychy 2006). Publikowała m.in. w Zeszytach Literackich, Kulturze, Dekadzie Literackiej, Kresach, Kartkach, Autografie, Czasie Kultury. Laureatka konkursów – Tyskiej Zimy Poetyckiej, J. Bierezina, "Złoty Środek Poezji", K.K. Baczyńskiego, "Czerwonej Róży" i wielu innych. Swoje wiersze czytała w Programie Drugim PR w cyklu "Sto lat poezji polskiej", w TVP Kultura, a także w Piwnicy pod Baranami. Mieszka w Warszawie.